# KISS (プリンスの曲)
「KISS」（キス、Kiss）はプリンスのシングル。8thアルバム『パレード』からの1枚目のシングルとして1986年2月5日に先行発売された。
『パレード』はプリンス主演・監督の映画『プリンス/アンダー・ザ・チェリー・ムーン』のサウンドトラックでもあったが、「KISS」はその映画内では特に前面的に打ち出されてはいなかった。にもかかわらず「KISS」は、ビルボード全米シングルチャートで2週連続1位となり、R&Bチャートでも連続4週間1位を記録する大ヒットとなった。
映画の方は評価的にも興行的にも失敗に終わったが、シングル「KISS」は高評価されており、バラエティ豊かに構成されているアルバム『パレード』の作品的評価を支える楽曲になっているとともに、プリンスのキャリアを代表する楽曲の一つにも挙げられている。
カバーやサンプリングで採用されることも多く、1988年にイギリスのアート・オブ・ノイズがトム・ジョーンズをフィーチャリングしたカバー曲が全米でも31位のヒットになり、ほかにも多数のアーティストがカバーしている。

## 制作・録音
作詞作曲とプロデュースは、従来の楽曲同様にプリンス自身が手掛けている。この「KISS」は、元々はプリンスがロック・ファンク・バンドのマザラティのために考案された小曲で、アコースティックなブルース・ナンバーとしてデモテープに録音されて提供されたものであった。
プリンスが設立したペイズリー・パーク・レコードの所属バンドでもあったマザラティは、プリンスのバンドのザ・レボリューションのベーシストのブラウンマークが所属・プロデュースを手掛け、プリンスもマザラティと一緒に仕事をしていた。
マザラティに提供された元楽曲のデモテープは、ペイズリー・パークのスタッフのデヴィッド・Zの主導でアレンジされることになった。デヴィッド・Zは、ザ・レボリューションのドラマーボビー・Zの実兄である。
デヴィッド・Zはアレンジの際に、ボ・ディドリーの「セイ・マン」(Say Man)にインスパイアされたピアノのパートをマザラティのメンバーの1人に演奏させた。また、ブレンダ・リーの「スウィート・ナッシン」(Sweet Nothin's)から着想を得たバック・ボーカルが加わった。こうした作業により、元のアコースティックなデモテープは、ファンクなアレンジになった。
その彼らの大胆なアレンジからヒントを得たプリンスは、自身の楽曲として最終的にまとめることを考えた。プリンスはデヴィッド・Zによるファンキーなアレンジと、マザラティのメンバーらのバック・ボーカルを維持したまま、ベースラインを削除した上で、自身の演奏によるギターリフやソロ・パートと、自身のファルセット・ボーカルを吹き込み、プリンスの楽曲としての「KISS」に仕上げた。デヴィッド・Zは当時の模様を以下のように振り返っている。
このトラックをマザラティのメンバー数人と一緒に作った。そしたら、翌日になってプリンスがリード・ギターと声をそこに入れたんだ。最初はベースのパートとスネア・ドラムの音と手拍子とアコースティック・ギターがあったんだが、プリンスが全部とっぱらってしまった。「必要ないよ」ってね。—デヴィッド・Z 
プリンスはマザラティから「KISS」を自分の元に回収した代わりに、「100 MPH」をマザラティに提供し、他に数曲演奏で参加することになった。「KISS」のアレンジを巡っては、マザラティのプロデューサーでもあったベーシストのブラウンマークは、ベース音がカットされたことで、自身の功績が認められなかったことに不満を持ったとされ、そうしたことなども後々のザ・レボリューションの解散の火種になったとも言われている。
しかし、ベースラインの削除は、プリンスの1984年の大ヒット曲「ビートに抱かれて」でも実験されていた手法でもあった。音数も削ぎ落とされ、ジェームス・ブラウンの曲のようなカッティング・ギターの音と、チープにも聞えるリズム・マシンのみで曲が展開することで、プリンスの発するファルセットのエモーショナルで次第に狂気を帯びる野蛮な響きが耳に残る効果がもたらされた。
こうして、プリンスによって最終的に仕上げられた「KISS」には、彼独特の甲高いファルセットが駆使されているが、これは1982年のアルバム『1999』以前の初期の頃のファルセット・ボイスの復活でもあった。
録音は、カリフォルニア州ハリウッドのサンセット・サウンド・レコーダーズで、デヴィッド・Z、コーク・ジョンソン (Coke Johnson)、スーザン・ロジャース、デヴィッド・レオナルド (David Leonard)、ペギー・マクレアリー (Peggy McCreary)によって行われ、マスタリングは、バーニー・グランドマンが担当した。

## 評価
プリンス自身の自己評価としては、アルバム『パレード』は「大失敗だった」と卑下しながらも、「KISS」だけは誇りにして高評価している。
客観的な評価でも「KISS」は、第29回グラミー賞において「最優秀R&Bボーカル・パフォーマンス賞-デュオ・グループ部門」(Best R&B Performance by a Duo or Group with Vocals)を獲得した。
また、年月を経てもプリンスを代表する楽曲として世評が高く、雑誌『ペースト』は、プリンスの楽曲ベスト50の中で第2位に位置づけ、雑誌『アメリカン・ソングライター』は、プリンスの楽曲トップ10の第3位に挙げている。また、ほかの各雑誌のオールタイム・ランキングでも取り上げられている（#オールタイム・ランキングを参照）。
プリンス研究家のKIDは、「絶妙なファルセットと美しく澄んだクリーン・トーンでエッジの効いたカッティングギターが秀逸」な楽曲だと評価している。

## トラック・リスト

### 7インチ・シングル
| #  | タイトル                   | 作詞 | 作曲・編曲 | 時間 |
| -- | -------------------------- | ---- | ---------- | ---- |
| 1. | 「KISS (Kiss)」            |      |            | 3:46 |
| 2. | 「♥ or $ (Love Or Money)」 |      |            | 3:57 |

### 12インチ・シングル
| #  | タイトル                                                                    | 作詞 | 作曲・編曲 | 時間 |
| -- | --------------------------------------------------------------------------- | ---- | ---------- | ---- |
| 1. | 「KISS (Kiss)」(エキステンデッド・ヴァージョン Extended Version)            |      |            | 7:16 |
| 2. | 「♥ or $ (Love Or Money)」(エキステンデッド・ヴァージョン Extended version) |      |            | 7:00 |

## レコーディング・ミュージシャン
出典は
- プリンス - リード・ボーカル、インストゥルメンション、レコーディング・エンジニア
- マザラティ（英語版） – バック・ボーカル
  - ジェローム・コックス (Jerome “Romeo” Cox) – バック・ボーカル
  - クレイグ・パウエル（英語版） – バック・ボーカル
  - トニー・クリスチャン (Tony Christian)ことブルース・デシェーザー (Bruce DeShazer) – バック・ボーカル
- コーク・ジョンソン (Coke Johnson) – レコーディング・エンジニア
- デヴィッド・Z - アレンジャー、レコーディング・エンジニア
- デヴィッド・レオナルド (David Leonard) - レコーディング・エンジニア
- スーザン・ロジャース（英語版） - レコーディング・エンジニア
- ペギー・マクレアリー (Peggy McCreary) - レコーディング・エンジニア
- バーニー・グランドマン - マスタリング・エンジニア

## ミュージック・ビデオ
ミュージック・ビデオでは、夕焼けのようなオレンジ色が映る障子戸に似た枠のある背景のフロアの画面下から、上半身裸のプリンスが登場し、次のカットでは黒のハーフシャツとレザージャケットを身につけたプリンスが歌いながら、隣で椅子に座ってギターを弾くザ・レボリューションのメンバーウェンディ・メルヴォインの真横で踊るパフォーマンスが始まる。その後、その構成の合間には、上半身裸のプリンスと、黒いベールをかぶったモニーク・マンネン (Monique Mannen)とのダンス・パフォーマンスが組み入れられているが、モニークは黒いランジェリーとサングラスを身につけている。このミュージック・ビデオの監督はレベッカ・ブレイク (Rebecca Blake)が担当している。

## リミックス・バージョン
- エキステンデッド・ヴァージョン (Extended Version)
  - バック・ボーカルには、マザラティのメンバーのほかにジル・ジョーンズが参加している[20]。2006年のベストアルバム『アルティメイト・ベスト』(Ultimate Prince)に収録[20]。

## チャート記録

### 週間
| チャート(1986-1987)                                                                   | 最高位 |
| ------------------------------------------------------------------------------------- | ------ |
| アメリカ「ホット100・シングルチャート」(Billboard Hot 100)                            | 1      |
| アメリカ「ホットR&B/ヒップホップ・シングルチャート」(Billboard Hot R&B/Hip-Hop Songs) | 1      |
| アメリカ「ダンス・シングル・セールス」(Dance Singles Sales)                           | 1      |
| イギリス「全英シングルチャート」(UK Singles Chart)                                    | 6      |
| オランダ「シングル・トップ100」(Dutch Single Top 100)                                 | 3      |
| スイス「シュヴァイツァー・ヒットパラーデ」(Swiss Hitparade)                           | 3      |
| ニュージーランド「RIANZ」 (Recorded Music NZ)                                         | 2      |
| ベルギー「ウルトラトップ50」(Ultratop)                                                | 3      |

### 年間
| チャート(1986)                                                           | 位 |
| ------------------------------------------------------------------------ | -- |
| アメリカ「年間ビルボード・ホット・チャート」(Billboard Hot 100)          | 19 |
| アメリカ「年間ビルボード・R&Bチャート」(Billboard Hot R&B/Hip-Hop Songs) | 6  |

## オールタイム・ランキング
| 出版媒体（国）                                         | ランキング名称                                                                                | 位  | 発表年度 |
| ------------------------------------------------------ | --------------------------------------------------------------------------------------------- | --- | -------- |
| ブレンダー誌（米） (Blender)                           | あなたが生れてからの最も偉大な500曲（1980–2005） (The 500 Greatest Songs Since You Were Born) | 259 | 2005     |
| ビルボード（米） (Billboard)                           | ホット100・60周年記念オールタイム（1958–2018） (Hot 100 60th Anniversary)                     | 491 | 2018     |
| ローリング・ストーン誌（米） (Rolling Stone)           | 歴代最高の500曲 (The 500 Greatest Songs of All Time)                                          | 85  | 2021     |
| ペースト（米） (Paste)                                 | ベスト・プリンス・ソングス50曲 (The 50 Best Prince Songs)                                     | 2   | 2016     |
| アメリカン・ソングライター（米） (American Songwriter) | プリンス・ソングス・トップ10 (The Top 10 Prince Songs)                                        | 3   | 2022     |

## 受賞・ノミネート
- 第29回グラミー賞 (29th Annual Grammy Awards)
  - 最優秀R&Bボーカル・パフォーマンス賞-デュオ・グループ部門 (Best R&B Performance by a Duo or Group with Vocals)受賞
  - 最優秀R&B楽曲賞 (Best R&B Song)ノミネート

## カバー・アーティスト
出典は
- エイジ・オブ・チャンス（英語版）（1986年） - アルバム『Crush Collision』に収録。
- サブリナ・サレルノ（英語版）（1987年） - アルバム『Sabrina』に収録。
- アート・オブ・ノイズ feat. トム・ジョーンズ（1988年） - アルバム『The Best of The Art of Noise』に収録。
- リチャード・トンプソン（2003年） - アルバム『1000 Years of Popular Music』に収録。
- インタルス・ブスリス（英語版）（2005年） - アルバム『Shades of Kiss』に収録。
- ニコール・キッドマン with ヒュー・ジャックマン「Kiss/Heartbreak Hotel」（2006年） - 映画『ハッピー フィート』のサウンドトラック『Happy Feet』に収録。
- セニョール・ココナッツ・アンド・ヒズ・オーケストラ (Señor Coconut and His Orchestra)（2008年） - アルバム『Around The World With Señor Coconut And His Orchestra』に収録。
- ドラマ『glee/グリー』キャスト、グウィネス・パルトロー（2011年）- アルバム『Glee: The Music, Volume 5』に収録。
- マルーン5（2012年） - アルバム『オーヴァーエクスポーズド』に収録。
- ザ・ダーシーズ（英語版）（2017年） - アルバム『Arizona Hwy』に収録。
- ジェイソン・マンズ (Jason Manns)（2016年） - アルバム『Covers with Friends』に収録。
- ケリー・クラークソン（2017年） - Spotify用のシングル。
- サンセット・ネオン (Sunset Neon)ことブルー・スターリ（英語版）（2017年） - アルバム『Starlight』に収録。
- ベック「The Paisley Experience」（2019年） - Amazon Musicで配信。
- ジョージ・リンチ & ジェフ・ピルソン（英語版）（2020年） - アルバム『Heavy Hitters』に収録。
- ジョーン・アズ・ポリス・ウーマン（英語版）（2020年） - アルバム『Joanthology』に収録

## 他の楽曲へのサンプリング
出典は
- ハイ・パフォーマンス (High Performance)「Do You Really Wanna Party?」（1989年） - アルバム『All Things Considered』に収録。
- プリンス「パーティーマン (ザ・パープル・パーティー・ミックス)」(Partyman (The Purple Party Mix))（1989年） - 映画『バットマン』のサウンドトラック『バットマン』(Batman)に収録。
- キングス・オブ・スウィング (Kings of Swing)「Nod Your Head to This」「Nod Your Head to This (Norman Cook remix) 」（1990年） - アルバム『Strategy』に収録。
- インセイン・クラウン・ポッシー「The Juggla」（1992年） - アルバム『Carnival of Carnage』に収録。
- ノトーリアス・B.I.G. feat. リル・キム&パフ・ダディ「Would You Die for Me」（1999年） - アルバム『ボーン・アゲイン』に収録。
- ブリトニー・スピアーズ「Guilty (Original Version)」（2003年） - 公式未発表。
- プリンス「ミュージコロジー」(Musicology)（2004年）- アルバム『Musicology』に収録。
- Mylo「Guilty of Love」（2004年） - アルバム『Destroy Rock & Roll』に収録。
- 3LW（英語版）「Xtra Time」（2006年） - 未発表アルバム『Point of No Return』に収録。
- リル・ウェイン「Get High Rule the World」（2007年） - ミックステープ『Da Drought 3』に収録。
- ガール・トーク（英語版）「Give Me A Beat」（2008年） - アルバム『Feed the Animals』に収録。
- プリンス「ステア」(Stare)（2015年）- アルバム『Hit n Run Phase Two』に収録。
- ニール・シチェレガ（英語版）「The Starting Line」（2017年） - アルバム『Mouth Moods』に収録。「KISS」のエキステンデッド・ヴァージョン (Extended Version)もサンプリング。
- ニール・シチェレガ「Prince.mp3」（2018年） - アルバム『Mouth misc』に収録。
- ジャネール・モネイ feat. ゾーイ・クラヴィッツ「Screwed」（2018年） - アルバム『Dirty Computer』に収録。
- インセイン・クラウン・ポッシー「Hawking」（2019年） - アルバム『Flip The Rat』に収録。

## 他の楽曲へのインターポレイト（補間）
出典は
- ジョン・ウェズリー・ハーディング（英語版）「Kiss/Lover’s Society」（1988年） - アルバム『It Happened One Night』に収録。
- プリンス「パープル・メドレー」(Purple Medley)（1995年）
- ブリトニー・スピアーズ「Guilty (Original Version)」（2003年） - 公式未発表。
- リル・ウェイン「Get High Rule the World」（2007年） - ミックステープ『Da Drought 3』に収録。
- ボニー・マッキー（英語版）「Catching Feelings」（2015年）
- プリンス「パーティーマン (ザ・パープル・パーティー・ミックス)」(Partyman (The Purple Party Mix))（1989年） - 映画『バットマン』のサウンドトラック『バットマン』(Batman)に収録。